# Muys van Holy

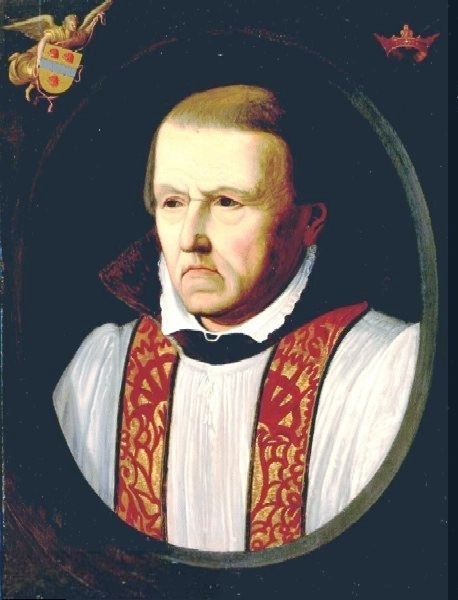
Cornelis Musius

Muys van Holy ist der Name einer altadeligen Familie und der eines holländischen Regentengeschlechts der Stadt Dordrecht. Ein Zusammenhang zwischen den beiden Geschlechtern ist nicht bewiesen.

## Chronik
Die Wurzeln des (adeligen) Geschlechts liegen in Schiedam und sind anscheinend ritterlichen Ursprungs. Der Stammherr soll den Herren von Heemstede entsprungen sein, und als Erbteil das Gut Holy bei Vlaardingen erhalten haben. Die patrizische Familie Muys van Holy, welche im Goldenen Zeitalter gleich den De Witt, Van Beveren und den Van Slingelandt zu den politisch einflussreichsten Geschlechtern Dordrechts gehörte, ist unbekannten Ursprungs. Zu Beginn des 18. Jahrhunderts ist dieses Geschlecht ausgestorben.

## Familienmitglieder

### Adelige Familie Muys van Holy
- Reinier van Holy (13./14. Jahrhundert), Erbauer von Schloss Heemstede

### Patrizische Familie Muys van Holy
- Jacob (I) Muys van Holy (ca. 1470–1537), Bürgermeister von Schiedam
- Pieter Muys van Holy, Sohn des vorherigen; Stammvater des Dordrechter Familienzweiges[3]
- Cornelis Musius (Cornelis Muys) (1500–1572), niederländischer katholischer Priester, Dichter und Humanist
- Jakob Muys van Holy (1540–1592), Bürgermeister und Regent von Dordrecht
- Hugo Muys van Holy († 1626), Bürgermeister und Regent von Dordrecht, holländischer Politiker auf Landesebene[4]
- Jacob (III) van Muys van Holy († 1630), Sohn des vorherigen, Herr von Kethel, Spaland und Woude, baljuw und Deichgraf von Strijen, König Karl I. von England ernannte ihn zum Ritter-Baronet
- Arend Muys van Holy, Bürgermeister von Dordrecht